# Zsaruvér és Csigavér III.: A szerencse fia
A Zsaruvér és Csigavér 3.: A szerencse fia 2007-ben készült, 2008-ban bemutatott magyar akcióvígjáték. A híres Ötvös Csöpi főszereplésével készült sorozat hetedik, egyben utolsó része. Mivel Bujtor István 2009-ben meghalt, a sorozatnak további folytatása már nem készült.

## Történet
A tihanyi escortlányképző két lánya is férjhez for menni gazdag németországi férfiakhoz. Egyikük, Marina a kiutazás előtti este felmegy a Jeney-villába, de még Jeney úr érkezése előtt a féltékeny Buga János (az escortcég embere) lelövi őt. Valamivel később magához tér, de egy, a villába behatoló ismeretlen alak megfojtja. Jeney úr már csak a holttestet találja meg a házban. Közben a madame Bugának azt a feladatot adja, hogy egy másik lányt, Sacit vigyen el egy bizonyos Professzorhoz, ám ő ehelyett elrabolja őt.
A balatonfüredi rendőrörsön emberhiány van, Kardos doktor nagy bánatára, ráadásul évek óta először emberölési ügyet kapnak - Marina ügyét. Kardos doktor felszínes nyomozás után azonnal Jeneyre kezd el gyanakodni. Mikor a madame-nál járnak, és kiderül, hogy a Professzor nem is tartózkodik Magyarországon, Lukács őrmester gyanút fog, Buga pedig kereket old. Kardos doktor összevissza szerencsétlenkedik, ezért a madame Ötvös Csöpi segítségét kéri. Csöpi javaslatára két rendőrlányt beépítenek az escortlányok közé, a többiek pedig a balatonfüredi görög faluba mennek kérdezősködni. Előbb kihallgatják Marina volt élettársát, aki elmondja, hogy jó kapcsolata volt vele, és Sacit is ismeri. Ezalatt Jeney jelentkezik a rendőrségen, tisztázni magát, Kardos doktor pedig a Professzor nyomába indul, nőnek öltözve, Lukács őrmesterrel. A két, escortlányok közé beépült rendőrlány megtudja, hogy Marina nagyon szeretett lottózni. Saci fel tudja hívni a madame-ot, de csak annyit tud elmondani hangüzenetben, hogy egy vitorláson van megkötözve.
Az üzenetet lejátsszák Csöpinek, illetve azt is elmondja neki a madame, hogy egy banda védelmi pénzt akar tőlük szedni. Kardos doktor úgy dönt, hogy a Kékszalag vitorlásverseny indulóinak hajói között fogja keresni Sacit, csekély sikerrel. Csöpi egy régi barátja, Dávid segítségét kéri, ugyanis a felvételen hallható volt egy hajó kürtje. Dávid beazonosítja, hogy a Csobánc hajóé volt, ezért Csöpi akcióba lép. Közben a beépült lányok ellátják a baját a zsaroló bandának. A hajóra nem tudnak feljutni Kardosék, mert Buga lelövéssel fenyeget mindenkit. Lukács őrmester feljut ugyan, de Buga őt is túszul ejti, ezután Ricsit, Marina fiát is elkapja. Csöpi megtudja, hogy nem Buga volt az, aki meggyilkolta Marinát, hanem egy harmadik férfi, ezalatt Kardos doktor altatógázzal próbálkozik, de saját magát altatja el. Ricsi egy ügyes húzással ártalmatlanná teszi Bugát, így Kardos doktoré lesz a dicsőség.
A rendőrlányok rájönnek Marina adatait tanulmányozva, hogy bizonyos számadatai stimmelnek a heti nyerő lottószámokkal. Felfedezik, hogy a gyilkos nem más, mint Marina volt élettársa, aki pontosan tudta, hogy ezek az állandó nyerőszámai a nőnek, és megölte őt a nyereményért. A nyerőszelvény egy darabja és a Marina körme alatt megtalált DNS-maradványok buktatták le a férfit, illetve két fénykép, amelyek közül a későbbin a férfi hozzú ujjú inget húzott, hogy ne látszódjon a karmolás. Buga pusztán féltékenységből lőtt, ő a Saciért járó váltságdíjat akarta. Kardos doktor kórházba kerül, és már ott fogadja a sajtó gratulációit a sikeresen megoldott ügyért.

## Szereplők
- Bujtor István (Ötvös Csöpi)
- Kern András (Kardos doktor)
- Szabó Győző (Buga János)
- Kari Györgyi (Madame)
- Avar István (Tolnai Béla százados, balatonfüredi rendőrkapitány)
- Várfi Sándor ('Rozoga' Jeney Botond)
- Kiss Zoltán (Prézli)
- Rádler Judit (Saci)
- Vanya Tímea (Lukács őrmester)
- Sipos Eszter Anna (rendőrlány)
- Labancz Lilla (Ilonka)
- Mézes Violetta (Mezei Vivi, riporternő)
- Konrád Antal (Dávid)
- Szegő András (Kardos embere)
- Harsay Gábor (Kardos embere)
- Timkó János (védelmi pénzt szedő maffiozó)
- Bozsó József (mérnök úr)
- Eke Angéla
- Bende Ildikó
- Bátyai Éva
- Antal Bálint
- Bocsi Barbara
- Elekes Bálint
- Fehér Ákos
- Fülöp Eszter
- Gyöngyösi Máté
- Jobbágy Eszter
- Jáger András